# Роккиньи (Эна)
Роккиньи́ (фр. Rocquigny) — коммуна во Франции, находится в регионе Пикардия. Департамент коммуны — Эна. Входит в состав кантона Вервен. Округ коммуны — Вервен.
Код INSEE коммуны — 02650.

## Население
Население коммуны на 2010 год составляло 393 человека.
| 1962 | 1968 | 1975 | 1982 | 1990 | 1999 | 2010 |
| ---- | ---- | ---- | ---- | ---- | ---- | ---- |
| 431  | 438  | 426  | 407  | 424  | 392  | 393  |

## Экономика
В 2010 году среди 239 человек трудоспособного возраста (15—64 лет) 180 были экономически активными, 59 — неактивными (показатель активности — 75,3 %, в 1999 году было 67,6 %). Из 180 активных жителей работало 159 человек (88 мужчин и 71 женщины), безработных было 21 (14 мужчин и 7 женщин). Среди 59 неактивных 11 человек были учениками или студентами, 29 — пенсионерами, 19 были неактивными по другим причинам.